# A tett (televíziós sorozat)
A tett (eredeti cím: The Act) egy 2019-es bűnügyi, dráma, horror webes sorozat, amely 2019. március 20-án indult a Hulu-n. Magyarországon az HBO 3 kezdte vetíteni egy hónappal később 2019. április 21-én. A sorozatot alkotója Nick Antosca és Michelle Dean, főszerepben pedig Patricia Arquette, Joey King és AnnaSophia Robb látható.

## Főszereplők
| Színész            | Szerep               | Magyar hang       |
| ------------------ | -------------------- | ----------------- |
| Patricia Arquette  | Dee Dee Blanchard    | Kiss Erika        |
| Joey King          | Gypsy Rose Blanchard | Károlyi Lili      |
| AnnaSophia Robb    | Lacey                | Pekár Adrienn     |
| Chloë Sevigny      | Mel                  | Spilák Klára      |
| Calum Worthy       | Nick Godejohn        | Hamvas Dániel     |
| Margo Martindale   | Dee Dee édesanyja    | Zsurzs Kati       |
| Denitra Isler      | Shelly               | Bognár Gyöngyvér  |
| Joe Tippet         | Scott                | Karácsonyi Zoltán |
| Poorna Jagannathan | Dr. Lakshmi Chandra  | Kiss Eszter       |
| Steve Coulter      | Dr. Evan Harley      | Galbenisz Tomasz  |

További magyar hangok: Rada Bálint, Németh Kriszta, Király Adrián, Pál Dániel, Mayer Marcell, Koncz-Kiss Anikó, Kéthely-Nagy Kata, Berkes Boglárka, Kárpáti Levente, Fazekas István, Tamási Nikolett, Németh Gábor, Kis-Kovács Luca, Ligeti Kovács Judit, Andrádi Zsanett, Tokaji Csaba, Hábermann Lívia, Bácskai János, Welker Gábor, Andruskó Marcella, Ősi Ildikó, Kapácsy Miklós, Tóth Szilvia Andrea, Kisfalvi Krisztina, Jakab Csaba, Kajtár Róbert, Gacsal Ádám, Nádasi Veronika, Csuha Lajos, Engel-Iván Lili, Bartsch Kata, Menszátor Magdolna, Várkonyi András, Potocsny Andor

## Epizódok
| Sor. | Év. | Cím                                | Rendező                    | Író                                     | Premier                             |
| ---- | --- | ---------------------------------- | -------------------------- | --------------------------------------- | ----------------------------------- |
| 1.   | 1.  | Álmok háza (La Maison du Bon Reve) | Laure de Clermont-Tonnerre | Nick Antosca & Michelle Dean            | 2019. március 20. 2019. április 21. |
| 2.   | 2.  | A test (Teeth)                     | Laure de Clermont-Tonnerre | Dan Dietz                               | 2019. március 20. 2019. április 28. |
| 3.   | 3.  | Két farkas (Two Wolverines)        | Adam Arkin                 | Robin Veith                             | 2019. március 27. 2019. május 5.    |
| 4.   | 4.  | Odabent tágasabb (Stay Inside)     | Christina Choe             | Michelle Dean                           | 2019. április 3. 2019. május 12.    |
| 5.   | 5.  | B terv (Plan B)                    | Steven Piet                | Nick Antosca & Lisa Long                | 2019. április 10. 2019. május 19.   |
| 6.   | 6.  | Szép új világ (A Whole New World)  | Laure de Clermont-Tonnerre | Heather Marion                          | 2019. április 17. 2019. május 26.   |
| 7.   | 7.  | Bonnie és Clyde (Bonnie & Clyde)   | Hannah Fidell              | Dan Dietz & Robin Veith                 | 2019. április 24. 2019. június 2.   |
| 8.   | 8.  | Nézz fel az égboltra (Free)        | Steven Piet                | Nick Antosca, Michelle Dean & Lisa Long | 2019. május 1. 2019. június 9.      |

## Díjak és jelölések
| Év   | Díj                                            | Kategória                                                                               | Jelölt                                                                                 | Eredmény | Forrás |
| ---- | ---------------------------------------------- | --------------------------------------------------------------------------------------- | -------------------------------------------------------------------------------------- | -------- | ------ |
| 2019 | Hollywood Critics Association Midseason Awards | Best Streaming Movie or TV Series                                                       | Best Streaming Movie or TV Series                                                      | Jelölve  |        |
| 2019 | International Online Cinema Awards             | Best Actress in a Limited Series or TV Movie                                            | Joey King                                                                              | Jelölve  |        |
| 2019 | Online Film & Television Association Awards    | Best Limited Series                                                                     | Best Limited Series                                                                    | Jelölve  | [ 3 ]  |
| 2019 | Online Film & Television Association Awards    | Best Supporting Actress in a Motion Picture or Limited Series                           | Patricia Arquette                                                                      | Jelölve  | [ 3 ]  |
| 2019 | Primetime Emmy Awards                          | Outstanding Lead Actress in a Limited Series or Movie                                   | Joey King                                                                              | Jelölve  | [ 4 ]  |
| 2019 | Primetime Emmy Awards                          | Outstanding Supporting Actress in a Limited Series or a Movie                           | Patricia Arquette                                                                      | Elnyerte | [ 4 ]  |
| 2019 | Satellite Awards                               | Best Miniseries & Limited Series                                                        | Best Miniseries & Limited Series                                                       | Jelölve  | [ 5 ]  |
| 2019 | Satellite Awards                               | Best Actress in a Miniseries or a Motion Picture Made for Television                    | Joey King                                                                              | Jelölve  | [ 5 ]  |
| 2019 | Satellite Awards                               | Best Supporting Actress in a Series, Miniseries or a Motion Picture Made for Television | Patricia Arquette                                                                      | Jelölve  | [ 5 ]  |
| 2019 | World Soundtrack Awards                        | Television Composer of the Year                                                         | Jeff Russo                                                                             | Jelölve  | [ 6 ]  |
| 2020 | Artios Awards                                  | Outstanding Achievement in Casting – Limited Series                                     | Sharon Bialy, Sherry Thomas, Lisa Mae Fincannon, Craig Fincannon, and Kimberly Wistedt | Jelölve  | [ 7 ]  |
| 2020 | Critics' Choice Television Awards              | Best Actress in a Movie Made for Television or Limited Series                           | Joey King                                                                              | Jelölve  | [ 8 ]  |
| 2020 | Critics' Choice Television Awards              | Best Supporting Actress in a Movie Made for Television or Limited Series                | Patricia Arquette                                                                      | Jelölve  | [ 8 ]  |
| 2020 | Golden Globe Awards                            | Best Actress – Limited Series or Television Film                                        | Joey King                                                                              | Jelölve  | [ 9 ]  |
| 2020 | Golden Globe Awards                            | Best Supporting Actress – Series, Limited Series or Television Film                     | Patricia Arquette                                                                      | Elnyerte | [ 9 ]  |
| 2020 | Prémios Fantastic Awards                       | Best International Series or Mini-Series in Streaming                                   | Best International Series or Mini-Series in Streaming                                  | Jelölve  |        |
| 2020 | The ReFrame Stamp                              | Top 100 Most Popular Television (2018–2019)                                             | Top 100 Most Popular Television (2018–2019)                                            | Elnyerte | [ 10 ] |
| 2020 | Screen Actors Guild Awards                     | Outstanding Performance by a Female Actor in a Miniseries or Television Movie           | Joey King                                                                              | Jelölve  | [ 11 ] |
| 2020 | Screen Actors Guild Awards                     | Outstanding Performance by a Female Actor in a Miniseries or Television Movie           | Patricia Arquette                                                                      | Jelölve  | [ 11 ] |